# Kekulene
Il kekulene, noto anche come [12]circulene è un idrocarburo policiclico aromatico con formula C48H24, classificato tra i circuleni. Fu sintetizzato per la prima volta nel 1978 da François Diederich e Heinz Staab. Il nome kekulene gli è stato attribuito in onore di August Kekulé, scopritore della struttura del benzene.

## Proprietà
Il kekulene è un solido di colore giallo-oro con alto punto di fusione; inizia a decomporsi sotto azoto da 620 ºC senza sciogliersi. La solubilità è bassissima: in 350 ml di 1-metilnaftalene bollente a 245 ºC se ne sciolgono 10 mg, e in 1,2,4-triclorobenzene bollente a 214 ºC se ne scioglie 1 mg.

## Struttura molecolare e configurazione elettronica
Il kekulene cristallizza nel sistema monoclino, gruppo spaziale C2/c, con costanti di reticolo a = 2795,1 pm, b = 457,9 pm, c = 2268,0 pm, β =109,64°, quattro unità di formula per cella elementare.
La natura del legame π all'interno della molecola è stata oggetto di lunghe discussioni, data la possibilità di situazioni completamente diverse. I due modelli più interessanti sono la configurazione "Clar", costituita da sei anelli benzenici (ognuno con 6 elettroni π aromatici) collegati da legami singoli e gruppi vinilici di anelli non aromatici, e la configurazione "Kekulé", costituita da due anelli aromatici concentrici (uno interno con 18 elettroni π, e uno esterno con 30 elettroni π) collegati da legami singoli radiali.

Configurazioni elettroniche proposte per il kekulene
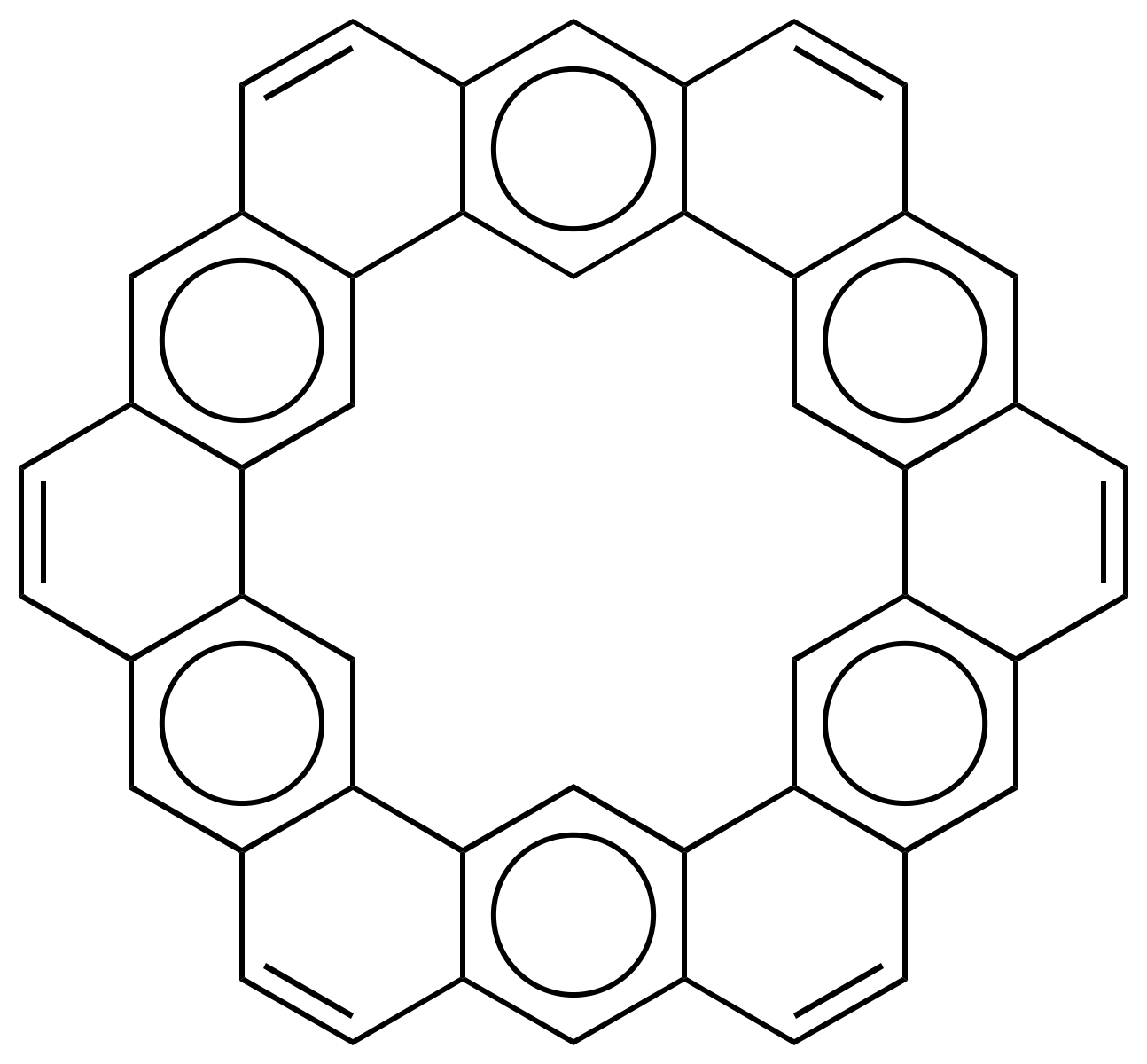
Configurazione "Clar": anelli benzenici alternati ad anelli non aromatici
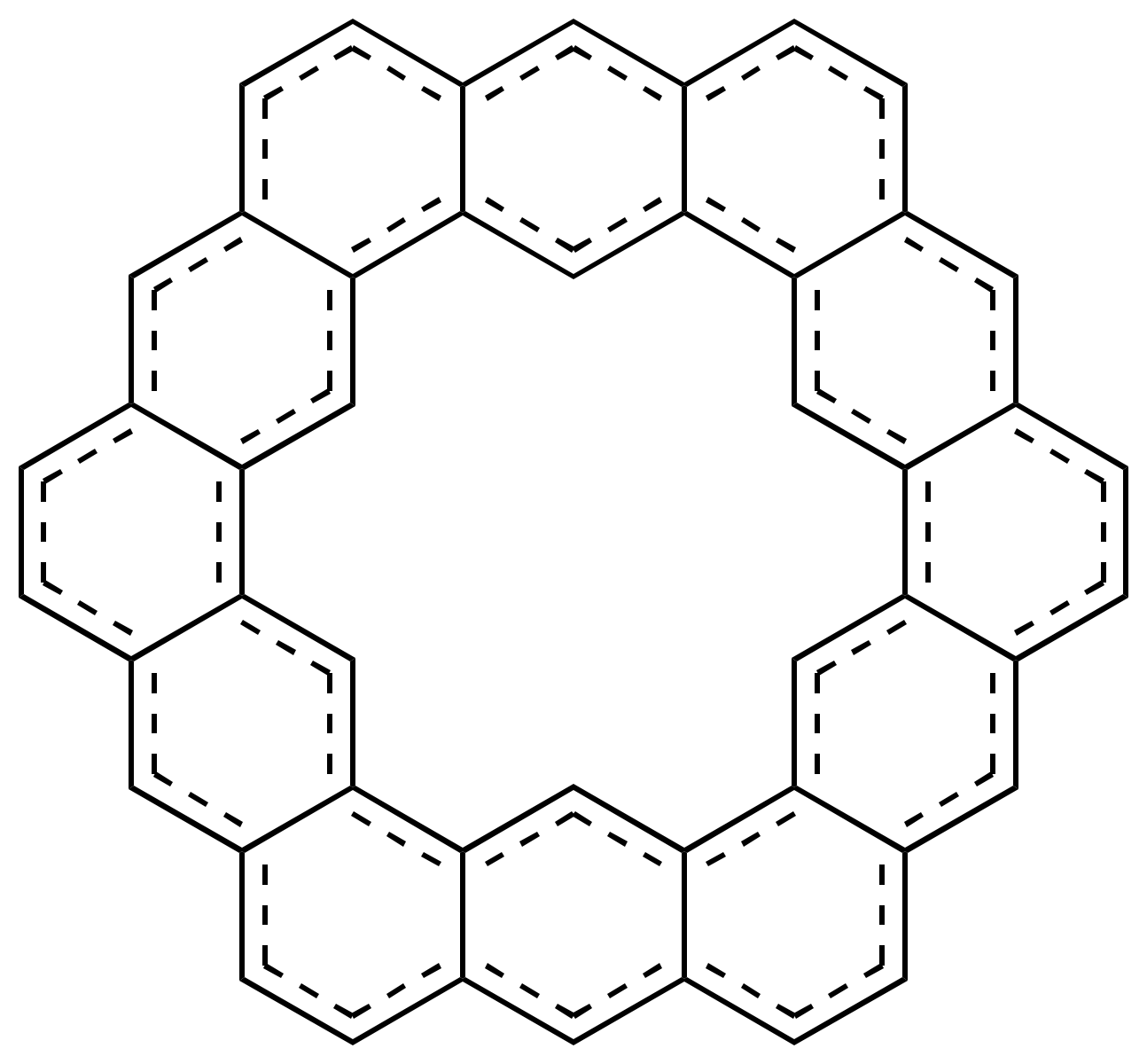
Configurazione "Kekulé": due anelli aromatici concentrici

La sintesi del composto, ottenuto per la prima volta nel 1978, permise di accedere a misure sperimentali della configurazione elettronica. Già alla fine degli anni 70 misure RMN e struttura a raggi x fornirono evidenza di anelli aromatici e non aromatici alternati. Nel 2019 sfruttando la microscopia a forza atomica su singola molecola si ottennero misure di lunghezze di legame carbonio-carbonio e di ordine di legame, confermando la struttura tipo Clar.
La molecola nel suo complesso ha struttura planare, ma ha simmetria D3d dato che i sei atomi di idrogeno della cavità centrale sono leggermente inclinati alternativamente sopra e sotto il piano molecolare per motivi sterici.